# 애틀랜타 모터 스피드웨이

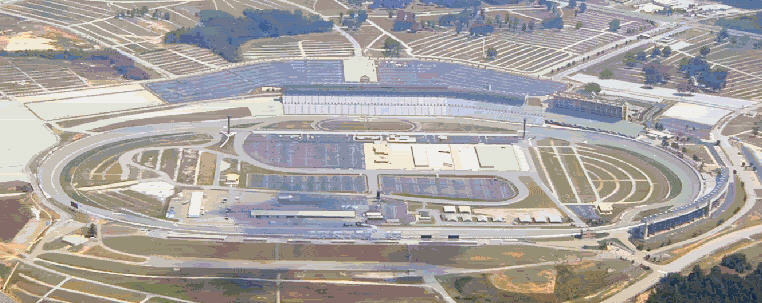
애틀랜타 모터 스피드웨이

애틀랜타 모터 스피드웨이(Atlanta Motor Speedway, 과거 이름: Atlanta International Raceway)는 미국의 서킷으로, 조지아주 햄프턴에 소재한다.